# Розенберг, Айзек
Айзек Розенберг (англ. Isaac Rosenberg, род. 25 ноября 1890 г. Бристоль — ум. 3 апреля 1918 г. Аррас) — английский художник и поэт. Один из известнейших британских поэтов-участников Первой мировой войны.

## Биография

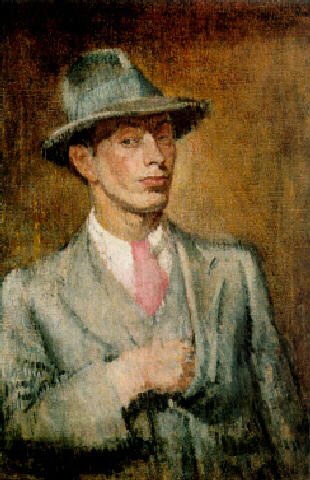
А.Розенберг Автопортрет в шляпе (1914)

А. Розенберг родился в семье еврейских эмигрантов, прибывших в Англию из Даугавпилса. В 1897 году Розенберги переезжают в Лондон, где открывают мясную лавку. В 14 лет Айзек начинает учиться гравёрному мастерству. Позднее при финансовой помощи друзей семьи учится в лондонской Школе изящных искусств Слейд.
Помимо увлечения живописью Розенберг также пишет стихотворения, которые рассылает по различным газетам и журналам. В 1912 году он за собственный счёт издаёт свой первый поэтический сборник «Ночь и день», в котором ощущается влияние Дж. Китса и П. Б. Шелли. Приблизительно в это же время А.Розенберг знакомится с известным меценатом Эдуардом Маршем, который помогает различным образом талантливому молодому человеку, знакомит его с такими литераторами, как Эзра Паунд, Форд Мэдокс Форд и Джеймс Джойс. В 1913 А.Розенберг вынужден по состоянию здоровья уехать в Южную Африку, живёт в Кейптауне и много рисует. В 1915 году он возвращается в Англию, после чего уходит добровольцем на фронт во Франции. Погиб во время весеннего немецкого наступления 1918 года, тело художника так никогда и не было найдено.
Лучшие поэтические произведения А. Розенберга были опубликованы уже после его смерти.